# Comité permanent des hauts fonctionnaires de la Communauté de développement d'Afrique australe
Le Comité permanent des hauts fonctionnaires (CPHF) est une institution de la Communauté de développement d'Afrique australe créée par l'article 13 de son traité fondateur,.

## Composition
Le CPHF est composé d'un secrétaire permanent ou d'un officiel de rang équivalent par État membre (pour l'Afrique du Sud, il s'agira d'un directeur général),. Cet officiel doit être issu du ministère qui est le point de contact national de la CDAA.
L'État présidant le Sommet président également le CPHF,.

## Fonctionnement
Le CPHF se réunit quatre fois par an et adopte ses décisions par consensus.

## Critiques
M. Nyathi estime que les fonctions de cette institution aurait pu être confié au comité des ambassadeurs auprès de la CDAA accrédité au Botswana, créé par décision du Conseil des ministres. Cela aurait réduit les duplications et les coûts.

## Sources